# Douglas Augusto
Pour les articles homonymes, voir Augusto.
Douglas Augusto Soares Gomes dit Douglas Augusto, né le 13 janvier 1997 à Rio de Janeiro au Brésil, est un footballeur brésilien qui évolue au poste de milieu défensif au FK Krasnodar.

## Biographie

### Fluminense
Natif de Rio de Janeiro au Brésil, Douglas Augusto est formé par l'un des clubs de sa ville natale, le Fluminense FC, qu'il rejoint en 2004 à l'âge de sept ans. Il fait ses débuts en professionnel au sein du Brasileirão (Serie A) le 6 septembre 2015, lors du fameux derby Fla-Flu face au rival de Flamengo. Il est titularisé ce jour-là mais son équipe s'incline (1-3).
C'est au cours de la saison 2016 qu'il devient titulaire à Fluminense. Il renouvelle son contrat le 29 février de cette année là jusqu'en 2021. Le 13 septembre 2016 il inscrit son premier but en professionnel lors d'un match de championnat remporté quatre buts à deux face à l'Atlético Mineiro.

### Corinthians puis Bahia
Le 19 juillet 2018 il s'engage avec le SC Corinthians mais il ne s'y impose pas et est ensuite prêté à l'EC Bahia en 2019.

### PAOK Salonique
Le 1er juillet 2019, Douglas Augusto s'engage pour un contrat de quatre ans avec le PAOK Salonique, qui débourse trois millions d'euros pour le recruter. 
Il joue son premier match pour le club le 6 août suivant, en entrant en jeu lors d'une rencontre qualificative pour la Ligue des Champions face à l'Ajax Amsterdam (2-2). Il fait sa première apparition dans le championnat grec le 25 août 2019, lors de la première journée de la saison 2019-2020 face au Panetolikós FC. Il est titulaire lors de cette rencontre remportée par son équipe sur le score de deux buts à un. Douglas Augusto inscrit son premier but pour le PAOK le 9 février 2020, lors d'une rencontre de championnat face à l'OFI Crète. Il entre en jeu à la place de Josip Mišić et participe à la victoire de son équipe (4-0 score final).

### FC Nantes
Le 12 août 2023, Douglas Augusto rejoint la France afin de s'engager en faveur du FC Nantes. Il signe un contrat de quatre ans, soit jusqu'en juin 2027.
Il joue son premier match sous ses nouvelles couleurs le 13 août 2023, lors de la première journée de la saison 2023-2024 de Ligue 1 face au Toulouse FC. Il entre en jeu et son équipe s'incline par deux buts à un.

### FK Krasnodar
Le 12 juillet 2025, le FC Nantes annonce le transfert de Douglas Augusto au club russe du FK Krasnodar. Le montant de la vente est estimé à 6,5 millions d'euros par la presse.

### En sélection
En juillet 2021 Douglas Augusto est retenu avec l'équipe olympique du Brésil pour participer aux Jeux olympiques d'été de 2020, qui se déroulent à l'été 2021. Blessé à une cuisse, il doit finalement déclarer forfait et ne participe pas à la compétition. Il est remplacé par Malcom.

## Statistiques
| Saison                | Club                  | Championnat           | Championnat | Championnat | Coupe(s) nationale(s) | Coupe(s) nationale(s) | Compétition(s) continentale(s) | Compétition(s) continentale(s) | Compétition(s) continentale(s) | Ligue régionale | Ligue régionale | Autres compétitions | Autres compétitions | Autres compétitions | Total | Total |
| Saison                | Club                  | Division              | M.          | B.          | M.                    | B.                    | Comp.                          | M.                             | B.                             | M.              | B.              | Comp.               | M.                  | B.                  | M.    | B.    |
| 2015                  | Fluminense FC         | Série A               | 3           | 0           | 1                     | 0                     | -                              | -                              | -                              | 0               | 0               | -                   | -                   | -                   | 4     | 0     |
| 2016                  | Fluminense FC         | Série A               | 30          | 2           | 5                     | 0                     | -                              | -                              | -                              | 10              | 0               | PL                  | 4                   | 0                   | 49    | 2     |
| 2017                  | Fluminense FC         | Série A               | 14          | 1           | 6                     | 1                     | CS                             | 3                              | 0                              | 8               | 0               | PL                  | 1                   | 0                   | 32    | 2     |
| 2018                  | Fluminense FC         | Série A               | 6           | 0           | 0                     | 0                     | CS                             | 0                              | 0                              | 8               | 1               | -                   | -                   | -                   | 14    | 1     |
| Sous-total            | Sous-total            | Sous-total            | 53          | 3           | 12                    | 1                     | -                              | 3                              | 0                              | 26              | 0               | -                   | 5                   | 0                   | 99    | 4     |
| 2018                  | SC Corinthians        | Série A               | 15          | 1           | 4                     | 0                     | CL                             | 2                              | 0                              | -               | -               | -                   | -                   | -                   | 21    | 1     |
| Sous-total            | Sous-total            | Sous-total            | 15          | 1           | 4                     | 0                     | -                              | 2                              | 0                              | -               | -               | -                   | -                   | -                   | 21    | 1     |
| 2019                  | EC Bahia (prêt)       | Série A               | 7           | 0           | 7                     | 0                     | CL                             | 2                              | 0                              | 8               | 0               | -                   | -                   | -                   | 24    | 0     |
| Sous-total            | Sous-total            | Sous-total            | 7           | 0           | 7                     | 0                     | -                              | 2                              | 0                              | 8               | 0               | -                   | -                   | -                   | 24    | 0     |
| 2019-2020             | PAOK Salonique        | Superleague           | 18          | 2           | 1                     | 0                     | C1+C3                          | 1+2                            | 0+0                            | -               | -               | -                   | -                   | -                   | 22    | 2     |
| 2020-2021             | PAOK Salonique        | Superleague           | 21          | 1           | 4                     | 0                     | C1+C3                          | 5+0                            | 0+0                            | -               | -               | -                   | -                   | -                   | 30    | 1     |
| 2021-2022             | PAOK Salonique        | Superleague           | 21          | 3           | 6                     | 0                     | C4                             | 10                             | 1                              | -               | -               | -                   | -                   | -                   | 37    | 4     |
| 2022-2023             | PAOK Salonique        | Superleague           | 29          | 4           | 5                     | 1                     | C4                             | 2                              | 0                              | -               | -               | -                   | -                   | -                   | 36    | 5     |
| 2023-2024             | PAOK Salonique        | Superleague           | 0           | 0           | 0                     | 0                     | C4                             | 1                              | 0                              | -               | -               | -                   | -                   | -                   | 1     | 0     |
| Sous-total            | Sous-total            | Sous-total            | 89          | 10          | 16                    | 1                     | -                              | 21                             | 1                              | -               | -               | -                   | -                   | -                   | 126   | 12    |
| 2023-2024             | FC Nantes             | Ligue 1               | 25          | 0           | 2                     | 0                     | -                              | -                              | -                              | -               | -               | -                   | -                   | -                   | 27    | 0     |
| 2024-2025             | FC Nantes             | Ligue 1               | 28          | 4           | 2                     | 0                     | -                              | -                              | -                              | -               | -               | -                   | -                   | -                   | 30    | 4     |
| Sous-total            | Sous-total            | Sous-total            | 53          | 4           | 4                     | 0                     | -                              | -                              | -                              | -               | -               | -                   | -                   | -                   | 57    | 4     |
| 2025-2026             | FK Krasnodar          | Premier-Liga          | 0           | 0           | 0                     | 0                     | -                              | -                              | -                              | -               | -               | -                   | -                   | -                   | 0     | 0     |
| Sous-total            | Sous-total            | Sous-total            | 0           | 0           | 0                     | 0                     | -                              | -                              | -                              | -               | -               | -                   | -                   | -                   | 0     | 0     |
| Total sur la carrière | Total sur la carrière | Total sur la carrière | 212         | 18          | 43                    | 2                     | -                              | 28                             | 1                              | 34              | 0               | -                   | 5                   | 0                   | 322   | 21    |